# Chemin de fer industriel

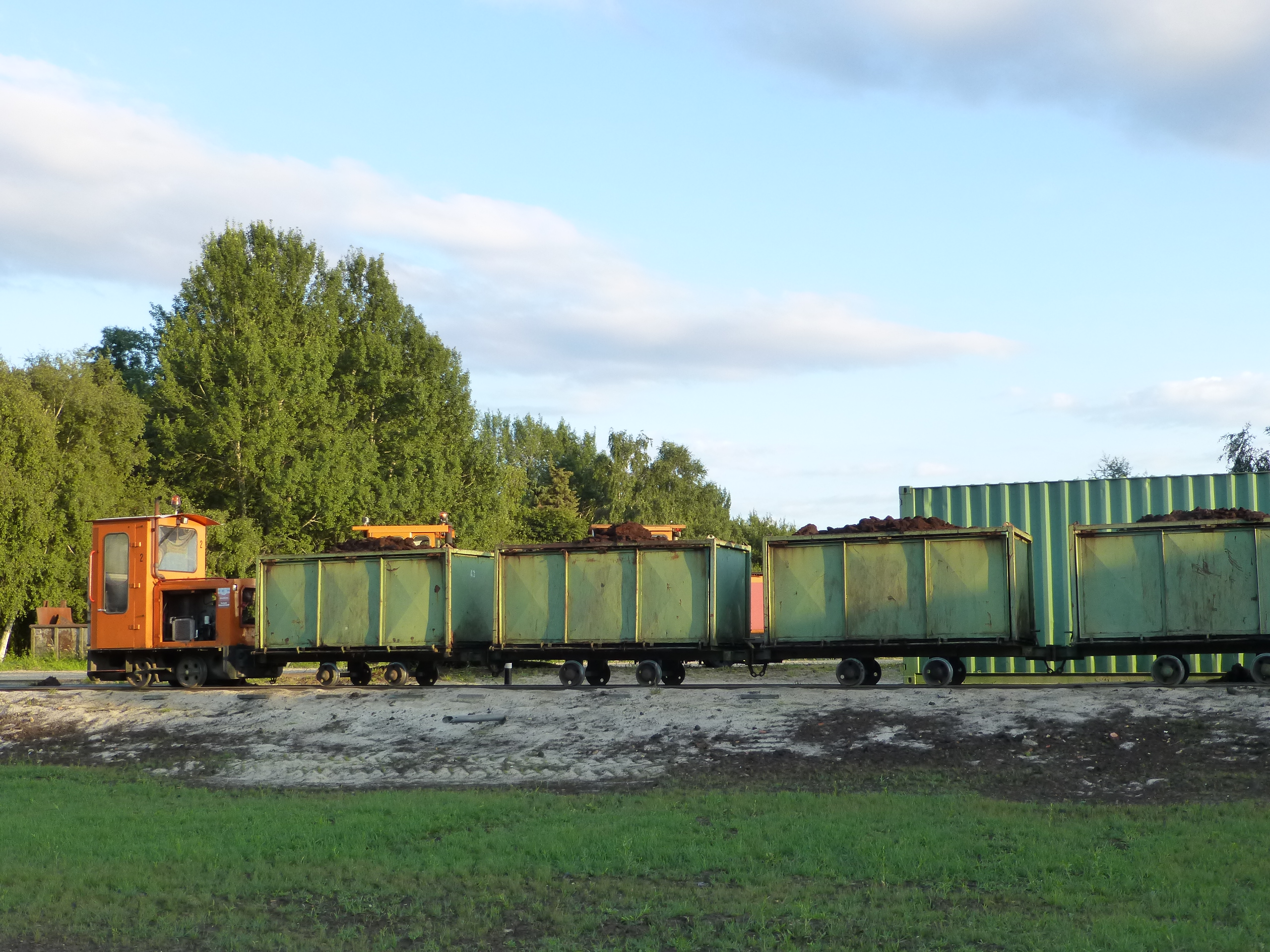
Chemin de fer à l'usine de Vehnemoor

Un chemin de fer industriel est un type de chemin de fer secondaire (généralement privé) qui n'est pas disponible pour les transports publics et est utilisé exclusivement par un industriel ou un organisme militaire.
Il peut être de tout type d'écartement et constituer une simple ligne où un réseau. En France il peut être relié au réseau national par un embranchement particulier (EP) dit aussi installation terminale embranchée (ITE). Il peut également être dénommé « tramway », généralement un chemin de fer particulièrement léger, tout en étant distinct du tramway qui est un mode de transport spécifique au transport en commun.

## Histoire

### France
Au début du chemin de fer, les premières lignes construites en France, comme en Angleterre, concernent le transport du minerai houiller d'un site de production (une mine) à un site de transport (une voie navigable). En 1880, les exploitations minières utilisent des chemins de fer industriels pour que leur production puisse rejoindre, à moindre coût la voie d'eau navigable la plus proche.
Pour établir un chemin de fer industriel, plusieurs situations sont prises en compte, Le chemin de fer doit être établi pour l'usage exclusif de l'industriel, la ligne ne doit utiliser que des propriétés de l'entreprise et/ou des terrains privés traversés avec le consentement des propriétaires, et la ligne n'a pas d'obligation de concession s'il ne transporte pas de public.